# عافیه صدیقی
عافیه صدیقی (به انگلیسی: Aafia Siddiqui) (متولد ۲ مارس ۱۹۷۲) عصب‌شناس پاکستانی است که در سال ۱۹۹۰ به ایالات متحده آمریکا مهاجرت کرد. در سال ۲۰۰۳، به اتفاق سه فرزندش هنگام دیدار از خانواده اش کراچی ناپدید شد.

## تحصیلات
در آمریکا در رشته علوم اعصاب شناختی تحصیل کرد و در سال ۲۰۰۱ از دانشگاه براندیس دکترا کسب کرد.

## همکاری با القاعده
عافیه صدیقی با خالد شیخ محمد یکی از طراحان حملات یازدهم سپتامبر نسبت خویشاوندی دارد. در مارس ۲۰۰۳ او به عنوان یک پیک مالی برای القاعده توسط شیخ محمد خالد گفته شد و در فهرست «خواست برای بازجویی» توسط اف‌بی‌آی قرار داده شد.
وکیل مدافع صدیقی گفت
سیا زمانی که صدیقی می‌خواست کراچی را به مقصد اسلام‌آباد ترک کند در سال ۲۰۰۳ دستگیر، و در طول بازداشت وی، یکی از پسران او کشته شد. 

## دستگیری و دادگاه
از سال ۲۰۰۳ او ناپدید شد تا وقتی که در غزنی افغانستان با یادداشت‌های برای ساخت بمب به همراه ظروفی از سیانور سدیم دستگیر شد.
صدیقی در نیویورک در دادگاه منطقه‌ای فدرال در سپتامبر ۲۰۰۸ به اتهام اقدام به قتل و ضرب و جرح ناشی از یک حادثه در گفتگو با مقامات ایالات متحده در غزنی، اتهاماتی که صدیقی آن را تکذیب کرد تحت تعقیب بود. پس از ۱۸ ماه در بازداشت در اوایل سال ۲۰۱۰، او به ۸۶ سال زندان محکوم شد
وکیل مدافع صدیقی در ۲۱ ژانویه ۲۰۱۰، اسنادی که بازداشت شدن صدیقی را ثابت می‌کند به دادگاه عالی لاهور ارائه کرد.

## خانواده
او با امجد محمد خان در سال ۱۹۹۵ ازدواج کرد که صاحب سه فرزند شد و در سال ۲۰۰۲ از همسرش طلاق گرفته شد. در فوریه ۲۰۰۳ با عمار البلوشی (علی عبدالعزیز علی) ازدواج کرد.